# Dorothee Sölle
Dorothee Sölle (Colonia, 30 settembre 1929 – Göppingen, 27 aprile 2003) è stata una teologa e scrittrice tedesca, nota per aver unito misticismo, impegno politico e riflessione teologica in una sintesi originale e provocatoria.
Dorothee Sölle è considerata una delle voci più influenti della teologia protestante contemporanea. La sua proposta di una fede viva, critica e solidale continua a ispirare il pensiero cristiano progressista in Europa e nel mondo.

## Biografia
Nata a Colonia, studiò teologia, filosofia e letteratura presso l’Università di Colonia e successivamente presso le università di Friburgo, Gottinga e Heidelberg. Si laureò con una tesi sull’opera del mistico e poeta Angelus Silesius.
Negli anni ’60 acquisì notorietà con il movimento della “morte di Dio”, sviluppando una “cristologia post-teistica” secondo cui, dopo la “morte di Dio” nella coscienza moderna, è attraverso la figura del Cristo che l’uomo può ritrovare un’esperienza del divino.
Dal 1975 al 1987 insegnò teologia sistematica presso lo Union Theological Seminary di New York.

## Pensiero teologico
Sölle ha criticato il teismo tradizionale, sostenendo la necessità di una teologia che si esprima nella pratica sociale e politica. Secondo lei, “Dio non può agire senza di noi” e la mistica cristiana deve trasformarsi in resistenza attiva contro le strutture oppressive.
Ha sviluppato la nozione di “mistica della resistenza”, un’esperienza spirituale che non si limita alla contemplazione, ma si traduce in lotta politica, giustizia e solidarietà verso gli emarginati.

## Attivismo politico
Il suo impegno si è espresso in molteplici ambiti: fu contraria alla guerra in Vietnam, criticò la corsa agli armamenti e si batté contro ogni forma di ingiustizia nei paesi del Sud globale. Ha partecipato attivamente ai movimenti ecopacifisti, ai dibattiti sulla giustizia di genere e all’elaborazione di una teologia femminista.

## Opere principali
Tra i testi più rilevanti di Sölle, tradotti anche in italiano, si segnalano:
- Sofferenza[5]
- I dieci comandamenti[5]
- Il ruolo sociale della religione[5]